# عبد الوهاب البياتي

عبد الوهاب البياتي عام 1972

عبد الوهّاب البياتي شاعر وأديب عراقي (1926- 1999)، يُعد واحدًا من أربعة أسهموا في تأسيس مدرسة الشعر العربي الجديد في العراق (رواد الشعر الحر) وهم على التوالي: نازك الملائكة، وبدر شاكر السياب، وشاذل طاقة.
عمل في التعليم والصحافة، وتنقل بين بغداد مسقط رأسه، والكويت والبحرين، وسوريا، بيروت، القاهرة، إسبانيا، الأردن وأمريكا، ثم عاد للأردن ومنها إلى سوريا إلى أن توفي.

## حياة الشاعر الأُسرية
شاعر عراقي ولد في بغداد سنة 1926 في محلة باب الشيخ، له ست أخوة جميعهم امتهنوا أعمال تجارية، تزوج من السيدة هند نوري العبدان و رُزِق بأربع أبناء وهم  (علي وسعد ونادية وأسماء)، نادية توفيت في كالفورنيا نهاية سنة 1990 وابنه سعد توفي في حادث غامض سنة 2004 في بغداد، تربّى البياتي في منزل جده وأبيه في منطقة باب الشيخ وتأثر جداً بتناقضات وتراجيديا هذا الحي البغدادي العريق .

## حياته المهنية
تخرّج بشهادة اللغة العربية وآدابها 1950م، واشتغل مدرسًا من عام 1950-1953م. مارس الصحافة عام 1954م في مجلة الثقافة الجديدة، لكنها أُغلقت، وفُصِل عن وظيفته، واعتقل بسبب مواقفه الوطنية؛ فسافر إلى الكويت ثم البحرين ثم القاهرة، وزار الاتحاد السوفييتي ما بين عامي 1959 و 1964 م، واشتغل أستاذًا في جامعة موسكو، ثم باحثًا علميًّا في معهد شعوب آسيا، وزار معظم أقطار أوروبا الشرقية والغربية. وفي سنة 1963م أُسقِطت منه الجنسية العراقية، ورجع إلى القاهرة 1964م، وأقام فيها إلى عام 1970م.

## في إسبانيا
وفي المدّة (1980-1989) أقام الشاعر في إسبانيا، وهذه المدة يمكن تسميتها المرحلة الإسبانية في شعره؛ إذ صار أحد الأدباء الإسبان البارزين، وأصبح معروفًا على مستوى رسمي وشعبي واسع، وتُرجِمت دواوينه إلى الإسبانية. وقد جمع حوله كُتّابًا ومثقفين عربًا وإسبان ومن أميركا اللاتينية، وفي تلك السنوات التي لاذ خلالها بشبه صمت شعري، كان العامل الأول فيها الحرب العراقية الإيرانية 1980-1988؛ إذ لم يكن يُشارك الرأي في ضرورة قيام تلك الحرب التي أضعفت البلدين.
وكان من بين المقربين إليه في تلك المدة المستعربون بدرو مارتينيث مونتابيث، كارمن رويث برابو، فدريكو أربوس، والناقد المصري الدكتور خالد سالم، فضلًا عن عدد كبير من المثقّفين، وخرج من عباءته الكثير من المستعربين وتأثّر به كُتّاب من أميركا اللاتينية. وربطته علاقة صداقة مع عدد كبير من مثقفي إسبانيا خلال إقامته في مدريد، ومن أبرزهم الشاعر رفائيل ألبرتي، صديق فدريكو غارثيا لوركا وعضو جيل الـ 27 الشعري، وقد خصّه بإحدى قصائده، والقاص والشاعر أنطونيو غالا.

## بعد حرب الخليج الثانية
في سنة 1991م توجّه إلى الأردن ومنها إلى الولايات المتحدة الأمريكية قبيل حرب الخليج الثانية، بسبب وفاة ابنته نادية التي تسكن في كاليفورنيا؛ إذ أقام فيها ثلاثة أشهر أو أكثر، بعدها توجّه للسكن في عمان الأردن ثم غادرها إلى دمشق وأقام فيها حتى وفاته عام 1999.

## علاقاته
وكانت له صداقات أدبية مع العديد من الشعراء مثل: نزار قباني من الشام و محمد الفيتوري (شاعر) من السودان و بدر شاكر السياب من العراق و فالح الكيلاني من العراق و محمود درويش من فلسطين و بلند الحيدري من العراق، وغيرهم من أعلام الشعر في العالم العربي.

## ميزة شعره
يمتاز شعر عبد الوهاب البياتي بنزوعه نحو عالمية معاصرة مُتأتّية من حياته الموزعة في عواصم مُتعددة وعلاقاته الواسعة مع أدباء وشعراء العالم الكبار، مثل الشاعر التركي ناظم حكمت والشاعر الإسباني رفائيل ألبرتي والشاعر الروسي يفتشنكو والمقام الكبير فالح البياتي، وكذلك بامتزاجه مع التُراث والرموز الصوفية والأسطورية التي شكلت إحدى أهم الملاحم في حضوره الشعري وحداثته، وكانت تربطه علاقة خاصة بالشاعر بدر شاكر السياب.

## دواوينه وأعماله
- ديوان ملائكة وشياطين 1950م.
- أباريق مهشمة 1954م.
- المجد للأطفال والزيتون 1956م
- رسالة إلى ناظم حكمت 1956م.
- أشعار في المنفى 1957م.
- عشرون قصيدة من برلين 1959م.
- كلمات لا تموت 1960م.
- طريق الحرية (بالروسية) 1962م.
- سفر الفقر والثورة 1966
- النار والكلمات 1964.
- الذي يأتي ولا يأتي 1966م.
- الموت في الحياة 1968م.
- تجربتي الشعرية 1968م.
- عيون الكلاب الميتة 1969م.
- بكائية إلى شمس حزيران والمرتزقة 1969م.
- الكتابة على الطين 1970م.
- يوميات سياسي محترف 1970م.

وقد صدر له ديوان عبد الوهاب البياتي الذي ضم دواوينه المذكورة في 3 أجزاء نشْر دار العودة ببيروت 1972م
- قصائد حب على بوابات العالم السبع 1971م
- سيرة ذاتية لسارق النار 1974م.
- كتاب البحر 1975م.
- قمر شيراز 1975م.
- صوت السنوات الضوئية 1979م.
- بستان عائشة 1989م.
- كتاب المراثي 1995
- الحريق 1996
- خمسون قصيدة حب 1997
- البحر بعيد أسمعه يتنهد 1998
- نصوص شرقية 1999
- ينابيع الشمس - السيرة الشعرية 1999

ومن أعماله الإبداعية الأخرى مسرحية محاكمة في نيسابور 1973م. ومن مؤلفاته بول اليوار، وأراجون، وتجربتي الشعريةو مدن ورجال ومتاهات وجمعت حواراته في كتاب كنت أشكو إلى الحجر.

## كتب ودراسات عنه
- د. إحسان عباس، البياتي والشعر والعراقي الحديث 1955.
- صبري حافظ، الرحيل إلى مدن الحلم، اتحاد الكتاب العرب، دمشق، 1973
- خلدون الشمعة، الشمس والعنقاء، اتحاد الكتاب العرب، دمشق، 1974
- صلاح فضل، أساليب الشعرية المعاصرة
- رؤوبين سنير، ركعتان في العشق دراسة في شعر البياتي دار الساقي بيروت 2002
- تيسير سليمان جريكوس، بلاغة الصورة في شعر البياتي، أطروحة دكتوراه، جامعة عين شمس، 1996
- محمد مصطفى علي حسانين، خطاب البياتي الشعري، قصور الثقافة مصر، 2009
- المرأة في شعر البياتي، أحمد سويلم،

## وصلات خارجية
- عبد الوهاب البياتي على موقع أرشيف الشارخ.
- بوابة الشعراء : ديوان عبد الوهاب البياتي